# William John Codrington

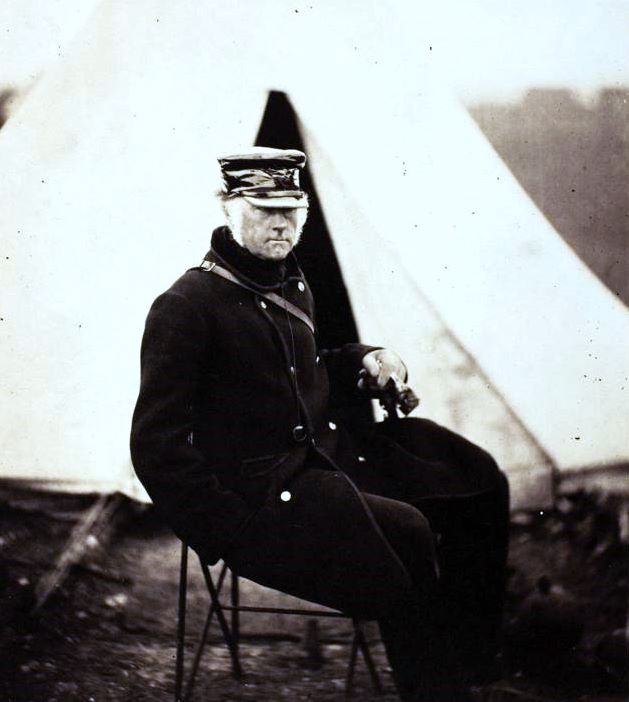
William John Codrington, 1855

Sir William John Codrington GCB (* 26. November 1804; † 6. August 1884 in Heckfield, Hampshire) war ein britischer General.

## Leben
Er war der älteste Sohn des Admirals Sir Edward Codringtons, trat 1821 als Ensign der Coldstream Guards in die Britische Armee ein. Er stieg 1823 zum Lieutenant, 1826 zum Captain, 1836 zum Lieutenant-Colonel und 1846 zum Colonel auf. In dieser Zeit nahm er nicht an Gefechtseinsätzen teil. Zu Beginn des Krimkrieges wurde er im Juni 1854 zum Major-General befördert und führte in der Schlacht an der Alma und der Schlacht von Inkerman eine Brigade an. Im Juni 1855 avancierte er zum Divisionskommandeur. Nach dem Rücktritt von General James Simpson übernahm er am 11. November 1855, mit dem Rang eines Lieutenant-General, wenige Monate vor Kriegsende das Oberkommando über die britische Armee auf der Krim. Am 5. Juli 1855 wurde er als Knight Commander des Order of the Bath geadelt. In Anerkennung seiner Leistungen im Krimkrieg wurde er auch als Kommandeur der französischen Ehrenlegion, als Großkreuzritter des Militärordens von Savoyen und als Mitglied I. Klasse des osmanischen Mecidiye-Ordens ausgezeichnet.
Von Februar 1857 bis Mai 1859 war er als Abgeordneter für Greenwich Mitglied des House of Commons.
Von 1859 bis 1865 war er Generalgouverneur von Gibraltar und 1863 wurde er zum General befördert. 1865 wurde er zum Knight Grand Cross des Order of the Bath erhoben. Von 1860 bis 1875 amtierte er als Colonel des 23rd Regiment of Foot (Royal Welsh Fuzileers) und von 1875 bis 1884 als Colonel der Coldstream Guards. Er schied im Oktober 1877 aus dem aktiven Armeedienst aus. 1869 erhob ihn Kaiser Napoleon III. zum Großoffizier der Ehrenlegion.
Er kandidierte jeweils erfolglos für die Liberal Party bei den Parlamentswahlen 1874 als Abgeordneter für Westminster und 1880 für Lewes.
Er starb am 6. August 1884 im Alter von 80 Jahren in Danmore Cottage bei Heckfield in Hampshire.

## Ehe und Nachkommen
Aus seiner 1836 geschlossenen Ehe mit Mary Ames hatte er zwei Söhne und zwei Töchter, von denen zwei die Kindheit überlebten:
- Sir Alfred Edward Codrington (1854–1945), Lieutenant-General der British Army, ⚭ 1885 Adela Harriet Portal;
- Mary Codrington, ⚭ 1864 William Earle (1833–1885), Major-General der British Army.